# Queridos da Mangueira
Queridos da Mangueira é uma escola de samba do Recife. Em 2008, foi vice-campeã do Grupo 2 do Carnaval do Recife.

Desfilou em 2015 pelo Grupo 2, competindo apenas com a Criança e Adolescente.